# Campionato sudafricano di Formula 1 1964
La stagione 1964 del Campionato sudafricano di Formula 1 fu la quinta della serie. Partì il 4 gennaio e terminò  il 29 novembre, dopo 14 gare. Il campionato venne vinto da John Love che utilizzò una Cooper-Coventry Climax.

## Risultati e classifiche

### Risultati
| Gara | Gran Premio                | Circuito                                       | Data         | Vincitore      | Vettura            |
| ---- | -------------------------- | ---------------------------------------------- | ------------ | -------------- | ------------------ |
| 1    | Cape South Easter Trophy   | Killarney Motor Racing Complex, Città del Capo | 4 gennaio    | John Love      | Cooper-Climax      |
| 2    | Rand Autumn Trophy         | Circuito di Kyalami                            | 29 febbraio  | Clive Puzey    | Lotus-Climax       |
| 3    | Coronation 100             | Circuito di Roy Hesketh, Pietermaritzburg      | 30 marzo     | John Love      | Cooper-Climax      |
| 4    | Mashonaland 100            |                                                | 3 maggio     | Peter de Klerk | Alfa Special       |
| 5    | Republic Day Trophy        | Circuito di Kyalami                            | 1º giugno    | Peter de Klerk | Alfa Special       |
| 6    | Marlborough Races          |                                                | 16 giugno    | Peter de Klerk | Alfa Special       |
| 7    | Royal Show Races           |                                                | 21 giugno    | John Love      | Cooper-Climax      |
| 8    | Border 100                 | Circuito di East London                        | 13 luglio    | John Love      | Cooper-Climax      |
| 9    | Governor General Cup       | Circuito di Lorenço Marques                    | 26 luglio    | John Love      | Cooper-Climax      |
| 10   | Rand Winter Trophy         | Circuito di Kyalami                            | 1º agosto    | Peter de Klerk | Alfa Special       |
| 11   | August 120                 |                                                | 23 agosto    | Trevor Blokdyk | Cooper- Alfa Romeo |
| 12   | Van Ribbeck Trophy         | Killarney Motor Racing Complex, Città del Capo | 19 settembre | Trevor Blokdyk | Cooper- Alfa Romeo |
| 13   | Rand Spring Trophy         | Circuito di Kyalami                            | 10 ottobre   | John Love      | Cooper-Climax      |
| 14   | Gran Premio della Rhodesia | Circuito di Kumalo                             | 29 novembre  | Paul Hawkins   | Brabham-Ford       |